# Ichneumon lictor
Ichneumon lictor là một loài tò vò trong họ Ichneumonidae.